# ロッテ・ライニガー

ロッテ・ライニガー（Lotte Reiniger、1899年6月2日 - 1981年6月19日）は、ドイツの映画監督で、影絵アニメーションの先駆者である。マルチプレーン・カメラを最初に使用したことでも知られている。40本を越える映画を彼女自身の発明品を使って製作した。代表作は、現存する世界最古の長編アニメーション映画『アクメッド王子の冒険』（1926年）、『パパゲーノ』（1935年）、など。

## 経歴
1899年6月2日にベルリンのベルリン＝シャルロッテンブルク地区で生まれる。父親はカール・ライニガー、母親はエレオノーレ・リーナ・ヴィルヘルミーネ・ラケーテ。子供の頃、中国の剪紙に魅了され、自分で人形劇を作り家族や友人に披露した。
十代になると映画に関心が向いた。最初はジョルジュ・メリエスのトリック撮影、それからパウル・ヴェゲナー監督・主演の『巨人ゴーレム』が好きだった。1915年、そのヴェゲナーのアニメーションの未来についての講義を受講。両親を説得して、ヴェゲナーの所属するマックス・ラインハルトの劇団員になると、裏方として衣装や小道具を製作した。さらに、俳優たちのシルエットの肖像画を描き、ヴェゲナーの映画のための字幕も作った。
1918年、ヴェゲナーの映画『Der Rattenfänger von Hameln 』のために作った木のネズミのアニメと字幕が認められ、実験アニメと短編映画のスタジオ「Institut für Kulturforschung」に入る。そこで、後にライニガーの共作者・夫となるカール・コッホ（1892年 -1963年）やハンス・キュリス（1889年 - 1982年、プロデューサー）、ベルトルト・ブレヒト、ベルトルト・バルトーシュといったアバンギャルド芸術家たちと出会う。
ライニガーの最初の監督作品は『Das Ornament des verliebten Herzens』（1919年）。愛する恋人たちを描いた5分ほどの短編が好評で、アニメ産業への道が拓けた。
それから数年のうちに『シンデレラ』（1922年）など6本の短編を製作。プロデュースと撮影はすべて夫のカール・コッホだった。さらに広告映画も監督。バルトーシュ、ハンス・リヒター、ヴァルター・ルットマン、オスカー・フィッシンガーとともにドイツのアニメ界の中心的人物となった。
1923年、銀行家のルイス・ハーゲンの資金提供により、『千夜一夜物語』を基にした『アクメッド王子の冒険』の製作を開始する。しかし、簡単な仕事ではなかった。「私達は考え直す必要がありました。聞いたことがない話だったからです。アニメ映画は観客を笑わせることはできますが、10分以上楽しませた人は誰もいませんでしたから」。映画は1926年に完成した。配給会社を見つけるまでほぼ1年かかったが、ジャン・ルノワールの支援で実現したパリでのプレミアは興行的にも批評的にも大成功だった。

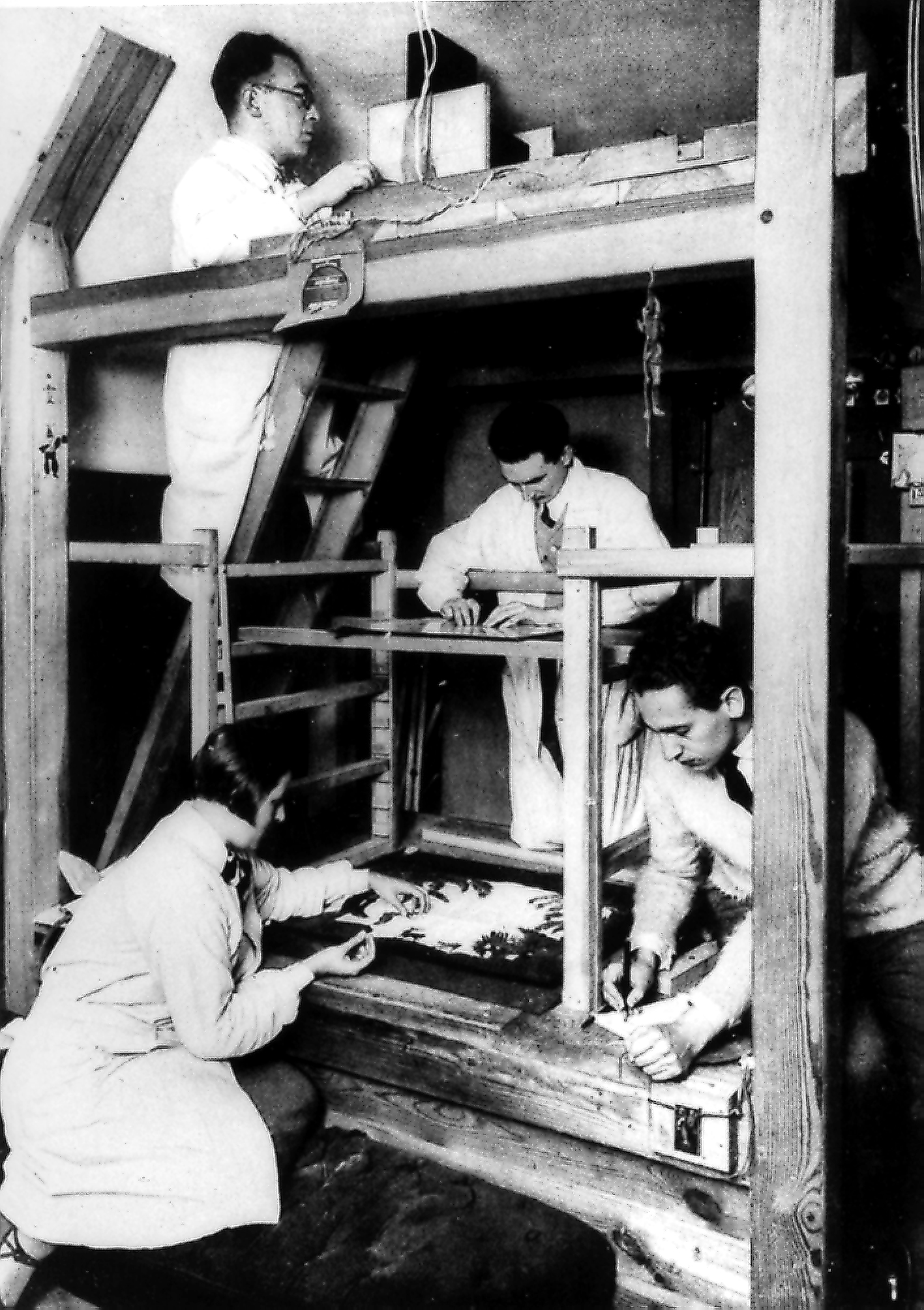
マルチプレーン・カメラのセッティングをしているライニガー(下)、コッホ、助手のWalter TürckとAlexander Kardan

ライニガーはウォルト・ディズニーやアブ・アイワークスより十年前にマルチプレーン・カメラを考案した。撮影台の上に手動のシャッターのついたカメラを固定、レイヤーの効果を出すよう複数のガラス板を置き、背後から光を当てた。この方法は後のセルアニメで盛んに使われた。ライニガーは著書『Shadow Theatres and Shadow Films』の中で自分の「トリック・テーブル」の作り方を解説している。

『アクメッド王子の冒険』の成功を受けて、ライニガーはヒュー・ロフティングの原作をアニメ化した3部構成の『ドリトル先生アフリカ行き』（1928年）を製作する。この映画のスコア（サイレント映画なので伴奏用）はクルト・ヴァイル、パウル・ヒンデミット、パウル・デッサウが作曲した。
ライニガーは次回作としてモーリス・ラヴェル作曲・コレット台本のオペラ『子供と魔法』を企画した。映画化権が取れず断念したものの、スポンサーと著作権所有者向けにいくつかの場面をアニメ化している。
ナチスの台頭により、左翼運動に関与していたライニガーとコッホ夫妻はドイツからの移住を決めた。しかし永住権が得られず、1933年から1944年にかけて各国を転々とした。フランスではジャン・ルノワールを頼った。ライニガーはルノワールの『ラ・マルセイエーズ』（1938年）にアニメで参加、夫コッホも『ラ・マルセイエーズ』『ゲームの規則』の脚本に協力した。この間にも『カルメン』（1933年、原作ビゼー）、『パパゲーノ』（1935年、原作モーツァルト『魔笛』）など12本のアニメ映画を製作。第二次世界大戦が始まった時にはローマのルキノ・ヴィスコンティのところに身を寄せていたが、1944年、ライニガーの病気の母の世話をするためベルリンに戻る。そこでライニガーはプロパガンダ映画の製作を余儀なくされる。
戦争が終わり、1949年、ライニガーとコッホはロンドンに移住。ジョン・グリアソンの英国郵政省映画部のために数本のCM映画を撮る。
1953年、『アクメッド王子の冒険』のスポンサーだったルイス・ハーゲンの息子ルイス・ハーゲン・ジュニアと共に「プリムローズ・プロダクション」を設立。BBCとTelecasting Americaのために、2年間で10数本の『グリム童話』原作の短編映画を作る。
1963年、夫コッホが亡くなるとドイツに帰国。しばらく映画製作から遠ざかっていたが、1974年から再び撮りはじめた。
1981年6月19日、ドイツのデッテンハウゼンで死去。82歳だった。
1972年にドイツ映画賞のFilmband in Gold賞、1979年にドイツ連邦共和国功労勲章を受賞。。

## 作風
1920年代から1930年代にかけてのライニガーは、他のアニメ作家とは異なる、独特のスタイルを持っていた。それはキャラクターに関してである。普通、感情や行動を表現する時はキャラクターの表情で見せるのだが、ライニガーはジェスチャーでそれをやった。さらに、おとぎ話に効果的な変身（たとえば人からライオンへの変身）の技術を用いた。ライニガーはアニメーションは物質界の法則にとらわれないものと考えていた。そのため、ライニガーのキャラクターは生物学的に正確とはいえないが、表現主義的スタイルには有効だった。この時代、それに似た技法を駆使した作家もいたが、切り紙アニメーションであったため、ライニガーはより際立っていた。

## レガシー
ドイツのテュービンゲン市立博物館（Stadtmuseum Tübingen）およびデュッセルドルフ映画博物館.にはライニガーに関する多くの資料が所蔵されており、また常設展示も行われている。イギリスのBFI National Archiveでもコレクションが開催されている。
2016年6月2日、Googleはライニガーの生誕117年をGoogle Doodleで祝した。

## フィルモグラフィ
- The Ornament of the Lovestruck Heart (1919)
- Amor and the Steady Loving Couple (1920)
- ベツレヘムの星 The Star of Bethlehem (1921)
- Sleeping Beauty (1922)
- 空飛ぶカバン The Flying Suitcase (1922)
- マルケスの秘密 The Secret of the Marquise (1922)
- シンデレラ Cinderella (1922)
- アクメッド王子の冒険（英語版） The Adventures of Prince Achmed (1926) - 長編
- The Chinese Nightingale (1927)
- ドリトル先生アフリカ行き Dr. Dolittle and His Animals (1928)
- 10ミニッツ・モーツァルト Ten Minutes of Mozart (1930)
- 恋の猟人 Harlekin (1931)
- Sissi (1932)
- カルメン Carmen (1933)
- 盗まれた心 The Stolen Heart (1934)
- 車輪の歴史 Das rollende Rad (1934)
- 人騒がせな中国人 The Seemingly Dead Chinese (1935)
- 小さな煙突掃除屋さん（独オペラ版） The Little Chimney Sweep (1935)
- ガラテア Galathea: The Living Marblestatue (1935)
- Die Jagd nach dem Glück (Hunt for Luck) (1935)
- Kalif Storch (1935)
- パパゲーノ Papageno (1935)
- Silhouettes (1936)
- Puss in Boots (1936)
- The Tocher. Film Ballet (1937)
- The HPO – Heavenly Post Office (1938)
- The Goose That Lays the Golden Eggs (1944)
- Mary's Birthday (1951)
- 魔法の馬 The Magic Horse (1953)
- アラジンと魔法のランプ Aladdin and the Magic Lamp (1954)
- カリフの鶴 Caliph Storch (1954)
- シンデレラ Cinderella (1954)
- 長靴をはいた猫 Puss in Boots (1954)
- 白雪と赤ばら Snow White and Rose Red (1954)
- かえるの王さま The Frog Prince (1954)
- 勇ましい仕立て屋さん The Gallant Little Tailor (1954)
- アリとキリギリス The Grasshopper and the Ant (1954)
- 小さな煙突掃除屋さん The Little Chimney Sweep (1954)
- 眠れる森の美女 The Sleeping Beauty (1954)
- 三つの願い The Three Wishes (1954)
- 親指姫 Thumbelina (1954)
- ヘンゼルとグレーテル Hansel and Gretel (1955)
- ジャックと豆の木 Jack and the Beanstalk (1955)
- The Frog Prince (1961)
- 放蕩息子 The Lost Son (1974)
- Aucassin and Nicolette (1975)
- The Rose and the Ring (1979)
- Die vier Jahreszeiten (The Four Seasons) (1980)

## 書籍
- Bendazzi, Giannalberto (Anna Taraboletti-Segre, translator). Cartoons: One Hundred Years of Cinema Animation. Indiana University Press. ISBN 0-253-20937-4 (reprint, paperback, 2001).
- Cavalier, Steven. The world history of animation // Animation. Berkeley : University of California Press, 2011. ISBN 9780520261129
- Crafton, Donald. Before Mickey: The Animated Film, 1898–1928. University of Chicago Press. ISBN 0-226-11667-0 (2nd edition, paperback, 1993).
- Giesen, Rolf (2012). Animation Under the Swastika. Jefferson, NC: McFarland & Company, Inc. p. 200. ISBN 978-0-7864-4640-7.
- Kaes, Anton, Michael Cowan and Nicholas Baer, eds. (2016). The Promise of Cinema: German Film Theory, 1907–1933. Oakland: University of California Press. ISBN 0-520-96243-5
- Moritz, William. "Some Critical Perspectives on Lotte Reiniger." Animation Journal 5:1 (Fall 1996). 40–51.
- Leslie, Esther. Hollywood Flatlands: Animation, Critical Theory and the Avant-Garde. London: Verso, 2002. ISBN 9781844675043.
- Reiniger, Lotte. Shadow Theatres and Shadow Films. London: B.T. Batsford Ltd., 1970. Print.
- Schönfeld, Christiane. (2006). Practicing modernity : female creativity in the Weimar Republic. Würzburg : Königshausen & Neumann. ISBN 3826032411